# Политическая проститутка

«Вот полюбуйтесь, товарищ Василий, как эти святоши, эти политические проститутки нас предали. Предали партию, выдали планы ЦК!»
— Ленин в Октябре
Не сохранилось ни одного документа, где Ленин напрямую использует этот термин. Но есть множество свидетельств о том, что он использовал слово «проститутки» по отношению к своим политическим оппонентам. В частности, сохранилось письмо Ленина Центральному комитету РСДРП от 7 сентября 1905 года, где он писал:

«Бога для, не спешите вы с официальной резолюцией и не уступайте ни на йоту этой бундовско-новоискровской конференции. Неужели без протоколов будет?? Да разве можно с этими проститутками без протоколов конферировать?»
— В. И. Ленин о бундовцах

Вполне правы Фр. Меринг и Роза Люксембург, называющие Каутского за это проституткой (Mädchen für alle).— 
После покушения на Ленина 3 января 1918 года в Петрограде в газете «Правда» в редакционной статье «Берегитесь!» имела место следующая фраза: «Банкиры, фабриканты, заводчики нанимают себе хулиганов, бывших сыщиков, правых эсеров, контрразведчиков, всех политических проституток».
Л. Д. Троцкий был назван политической проституткой в 1934 году в журнале «Под знаменем марксизма».
Позиция политической проститутки, как правило, неискренна и подвержена частым изменениям в зависимости от конъюнктуры. Некоторые политические деятели отстаивали необходимость тактических уступок при сохранении основных идеалов. Многие считают политическое лавирование высоким искусством.

## Применение клише в современной политике
В настоящее время клише «политической проститутки» продолжает применяться в политической риторике. Так, например, в 2007 году председатель комитета Палаты представителей США по иностранным делам конгрессмен Том Лантос подверг резкой критике политику Герхарда Шрёдера и Жака Ширака, которые, в частности, отказали США в поддержке вторжения в Ирак в 2003 году. Широкую информационную огласку получил инцидент, когда Лантос публично обвинил германского экс-канцлера Герхарда Шрёдера в «политической проституции». Скандальное заявление прозвучало на открытии мемориала жертвам коммунистических режимов в Вашингтоне. В августе 2008 года официальный сайт украинского пропрезидентского блока «Наша Украина — Народная самооборона» опубликовал заявление депутата Павла Жебривского, который подверг резкой критике высказывания экс-канцлера Германии Герхарда Шрёдера, осудившего Михаила Саакашвили за военную операцию против Южной Осетии.
В России в 2013 году масштабный государственный конфликт вызвала публикация «Политическая проституция меняет пол» в газете «Московский комсомолец», в которой данное выражение было использовано по отношению к трём женщинам-депутатам: Ирине Яровой, Екатерине Лаховой и Ольге Баталиной.
В марте 2020 года, после внесения В. В. Терешковой предложения о поправке в Конституцию России, позволившей В. В. Путину баллотироваться на пост президента в 2024 году, и заключения Конституционного суда (КС) о законности такой поправки, некоторые оппозиционеры стали называть авторов инициативы и судей КС «проститутками». В свою очередь, канал «Царьград» заклеймил критиков поправки аналогичными словами — как «политических шлюх», якобы, действующих по разработанным антироссийскими силами методичкам.